# День российского страховщика
День российского страховщика — профессиональный праздник работников страховых компаний России. Эта дата отмечается ежегодно, 6 октября.
Многие страховщики игнорируют эту дату, считая её скорее корпоративным праздником страховой компании «Росгосстрах».
Более того, регулярно поступают предложения официально ввести в качестве Дня страховщика другие даты.

## История и празднование Дня российского страховщика
Выбор даты (6 октября) для проведения в Российской Федерации «дня российского страховщика» не случаен. Именно в этот день, в 1921 году, в Российской Советской Федеративной Социалистической Республике начал свою работу Госстрах РСФСР (ныне Росгосстрах). По сути, это событие явилось днём рождения страхового дела в Советской России. Долгое время эта организация была в СССР монополистом в этой сфере, и лишь спустя 67 лет в связи с принятием «Закона о кооперации» 1988 года стали создаваться альтернативные негосударственные страховые компании. Сейчас в России работает множество страховых компаний, в которых трудятся десятки тысяч сотрудников.

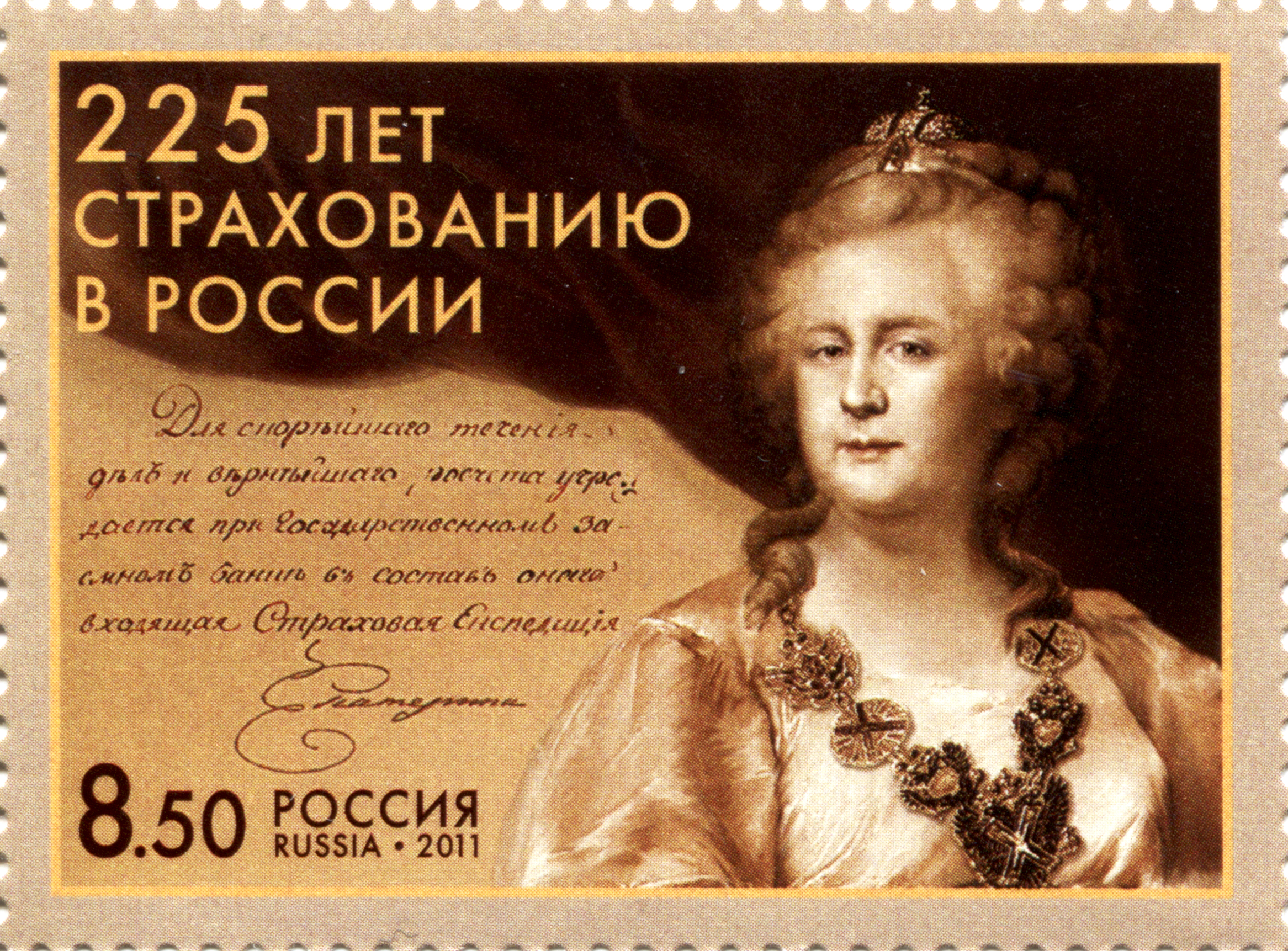
225 лет страхованию в России

## Альтернативные предложения для этой даты
Общая история страхования в России насчитывает более 225 лет и отсчитывается от даты подписания императрицей Екатериной II манифеста о создании первого страхового института в нашей стране.
28 июня 1786 года Екатерина II  подписала манифест «Об учреждении Государственного Заемного Банка», которым вводилось обязательное страхование недвижимости. 23 декабря 1786 года манифестом «Об учреждении при Государственном Заемном Банке „Страховой экспедиции для приема в оной каменных домов, заводов и фабрик“» создано первое страховое учреждение в России. В 1797 году российское правительство открыло «Страховую контору». Однако финансовые результаты страховой деятельности - небольшие поступления и значительные расходы - оказались настолько неутешительными, что эта контора была закрыта через восемь лет в 1805 году. В 1798-1799 годах в Российской Империи была предпринята попытка создания обществ взаимного страхования, но и она не была успешной по тем же причинам. Так закончился первый этап истории российского страхования, характеризующийся государственной монополией на страховую деятельность, в результате которой утвердилась необходимость привлечения на рынок страхования частного капитала. 22 июня 1827 года Николаем I учреждено  «Российское страховое от огня общество».
Поэтому в качестве альтернативных дат для празднования Дня страхования или Дня страховщика предлагаются 28 июня или 22 июня.